# Berthold Oppler
Berthold Oppler (geboren am 6. Mai 1871 in Hannover; gestorben am 6. Januar 1943) war ein deutscher Internist und Immunologe.

## Leben
Berthold Oppler wurde als Sohn einer deutsch-jüdischen Familie geboren. Er war der Sohn des Architekten Edwin Oppler und seiner Frau Ella Oppler (geb. Cohen), seine Brüder waren die Künstler Alexander Oppler und Ernst Oppler sowie der Rechtsanwalt und Notar Siegmund Oppler.
Nach seinem Studium der Medizin an der Universität München und der Promotion 1895 arbeitete er als Arzt an der Poliklinik München. 1913 heiratete er Else Harless (1889–1962) und adoptierte im selben Jahr eine Tochter (Lisa Oppler, 1911–1957). Ebenso wie seine Brüder diente er im Ersten Weltkrieg.
Nach 1933 wurde Berthold Oppler als Jude verfolgt. Er konnte aber offensichtlich die Eskalation der gegen ihn angewendeten Zwangsmaßnahmen bis zum Jahr 1941 abdämpfen. Seine Frau versuchte 1941 mit einem Schreiben an Adolf Eichmann die Emigration der Familie zu erreichen und argumentierte, dass sie und die adoptierte Tochter nicht jüdischen Glaubens seien. Das Schreiben war erfolglos und hatte die Einweisung von Berthold Oppler in ein sogenanntes „Judenheim“ zur Folge. Am 6. Januar 1943 nahm sich Berthold Oppler das Leben, um einer drohenden Deportation in ein Vernichtungslager zuvorzukommen.
Aus seinem Nachlass konnten Werke von Ernst Oppler gerettet werden. Diese befinden sich heute im Deutschen Tanzarchiv Köln.

## Veröffentlichungen (Auswahl)
- Ein grosses Psammon des Gehirns. Dissertation München 1895.